# Tipula scheherezadae
Tipula scheherezadae är en tvåvingeart som beskrevs av Theowald 1978. Tipula scheherezadae ingår i släktet Tipula och familjen storharkrankar. Inga underarter finns listade i Catalogue of Life.